# Luson
Lüsen (Luson) tiếng Ý: Luson; tiếng Đức: Lüsen; Archaic (882AD): Lusina) là một đô thị ở tỉnh ] Bolzano-Bozen trong vùng Trentino-Alto Adige/Südtirol của Ý, có vị trí cách khoảng 90 km về phía đông bắc của thành phố Trento và khoảng 40 km về phía đông bắc của thành phố Bolzano (de. Bozen). Tại thời điểm ngày 31 tháng 12 năm 2004, đô thị này có dân số 1.475 người và diện tích là 74,2 km².
Đô thị Lüsen (Luson) có các frazioni (các đơn vị cấp dưới, chủ yếu là các làng) Monte, Pezzè, Ronco, và Valletta.
Lüsen (Luson) giáp các đô thị: Brixen (Bressanone), Mareo (Marebbe), Natz-Schabs (Naz-Sciaves), Rodeneck (Rodengo), St. Lorenzen (San Lorenzo), và San Martin (San Martino).